# Блекберн (Міссурі)
Блекберн (англ. Blackburn) — місто (англ. city) в США, в округах Салін і Лафаєтт штату Міссурі. Населення — 224 особи (2020).

## Географія
Блекберн розташований за координатами 39°6′18″ пн. ш. 93°29′9″ зх. д. / 39.10500° пн. ш. 93.48583° зх. д. (39.104869, -93.485718).  За даними Бюро перепису населення США в 2010 році місто мало площу 0,83 км², з яких 0,80 км² — суходіл та 0,03 км² — водойми.

## Демографія
Згідно з переписом 2010 року, у місті мешкало 249 осіб у 107 домогосподарствах у складі 72 родин. Густота населення становила 300 осіб/км².  Було 124 помешкання (149/км²).
Расовий склад населення:
| - 92,0 % — білих - 3,2 % — чорних або афроамериканців - 1,2 % — осіб інших рас |

До двох чи більше рас належало 3,6 %. Частка іспаномовних становила 2,8 % від усіх жителів.
За віковим діапазоном населення розподілялося таким чином: 22,9 % — особи молодші 18 років, 57,4 % — особи у віці 18—64 років, 19,7 % — особи у віці 65 років та старші. Медіана віку мешканця становила 44,8 року. На 100 осіб жіночої статі у місті припадало 93,0 чоловіків;  на 100 жінок у віці від 18 років та старших — 108,7 чоловіків також старших 18 років.
Середній дохід на одне домашнє господарство  становив 50 592 долари США (медіана — 48 750), а середній дохід на одну сім'ю — 55 194 долари (медіана — 51 667). Медіана доходів становила 38 036 доларів для чоловіків та 26 667 доларів для жінок. За межею бідності перебувало 8,4 % осіб, у тому числі 14,1 % дітей у віці до 18 років та 0,0 % осіб у віці 65 років та старших.
Цивільне працевлаштоване населення становило 139 осіб. Основні галузі зайнятості: виробництво — 22,3 %, освіта, охорона здоров'я та соціальна допомога — 20,1 %, роздрібна торгівля — 16,5 %.